# Anisocentropus solomonis
Anisocentropus solomonis är en nattsländeart som beskrevs av Banks 1939. Anisocentropus solomonis ingår i släktet Anisocentropus och familjen Calamoceratidae. Inga underarter finns listade i Catalogue of Life.